# ISO 3166-2:MT

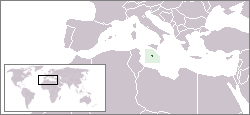
Localisation géographique de Malte

ISO 3166-2 données pour Malte.

## Mise à jour
```
ISO 3166-2:2007-11-28
 
n
o
 
9
```

## Conseils locaux (68)
```
MT-01 
Ħ'Attard

MT-02 
Balzan

MT-03 
Birgu

MT-04 
Birkirkara

MT-05 
Birżebbuġa

MT-06 
Bormla

MT-07 
Dingli

MT-08 
Fgura

MT-09 
Floriana

MT-10 
Fontana

MT-11 
Gudja

MT-12 
Gżira

MT-13 
Għajnsielem

MT-14 
Għarb

MT-15 
Għargħur

MT-16 
Għasri

MT-17 
Għaxaq

MT-18 
Ħamrun

MT-19 
Iklin

MT-20 
Isla

MT-21 
Kalkara

MT-22 
Kerċem

MT-23 
Kirkop

MT-24 
Lija

MT-25 
Luqa

MT-26 
Marsa

MT-27 
Marsaskala

MT-28 
Marsaxlokk

MT-29 
Mdina

MT-30 
Mellieħa

MT-31 
Mġarr

MT-32 
Mosta

MT-33 
Mqabba

MT-34 
Msida

MT-35 
Mtarfa

MT-36 
Munxar

MT-37 
Nadur

MT-38 
Naxxar

MT-39 
Paola

MT-40 
Pembroke

MT-41 
Pieta'

MT-42 
Qala

MT-43 
Qormi

MT-44 
Qrendi

MT-45 
Rabat Għawdex
 (
maltais
) ; 
Rabat Gozo
 (
anglais
)
MT-46 
Rabat Malta

MT-47 
Safi

MT-48 
San Ġiljan
 (
maltais
) ; 
St. Julian’s
 (
anglais
)
MT-49 
San Ġwann
 (
maltais
) ; 
St. John
 (
anglais
)
MT-50 
San Lawrenz
 (
maltais
) ; 
St. Lawrence
 (
anglais
)
MT-51 
San Pawl il-Baħar
 (
maltais
) ; 
St. Paul’s Bay
 (
anglais
)
MT-52 
Sannat

MT-53 
Santa Luċija
 (
maltais
) ; 
St. Lucia’s
 (
anglais
)
MT-54 
Santa Venera

MT-55 
Siġġiewi

MT-56 
Sliema

MT-57 
Swieqi

MT-58 
Ta' Xbiex

MT-59 
Tarxien

MT-60 
Valletta

MT-61 
Xagħra

MT-62 
Xewkija

MT-63 
Xgħajra

MT-64 
Żabbar

MT-65 
Żebbuġ Għawdex
 (
maltais
) ; 
Żebbuġ Gozo
 (
anglais
)
MT-66 
Żebbuġ Malta

MT-67 
Żejtun

MT-68 
Żurrieq
```